# 池田町ハヤシ
池田町ハヤシ（いけだちょうハヤシ）は、徳島県三好市の町名。郵便番号は778-0011。

## 地理
南から西は池田町ウヱマツ、東は池田町ヤマダ、北は池田町シンマチにそれぞれ接する。

### 山岳
- 五ノ丸山

## 歴史
- 2006年（平成18年）3月1日 - 三好郡池田町が三野町・山城町・井川町・東祖谷山村・西祖谷山村と合併して三好市が発足し、現在の町名となる。

## 世帯数と人口
2021年（令和3年）12月31日現在の世帯数と人口は以下の通りである。
| 町丁         | 世帯数 | 人口 |
| ------------ | ------ | ---- |
| 池田町ハヤシ | 39世帯 | 70人 |

## 小・中学校の学区
市立小・中学校に通う場合、学区は以下の通りとなる。
| 番地 | 小学校             | 中学校             |
| ---- | ------------------ | ------------------ |
| 全域 | 三好市立池田小学校 | 三好市立池田中学校 |

## 施設
- 杉尾神社
- 蓮華寺 - 新四国曼荼羅霊場64番札所。

## 交通

### 鉄道
- 地内に駅はなく、最寄り駅はJR土讃線 阿波池田駅

### 道路
高速
- 徳島自動車道